# Étendards dans la poussière
Étendards dans la poussière (titre original Flags in the dust) est un roman de l'écrivain américain William Faulkner, composé en 1927.
Une version tronquée a été publiée sous le titre Sartoris en 1929. L'éditeur de Faulkner avait lourdement remanié le manuscrit, supprimant environ quarante mille mots avec le consentement réticent de Faulkner. Le manuscrit original de Étendards dans la poussière a été publié à titre posthume en 1973 et Sartoris n'a plus été depuis réédité aux États-Unis. 